# Борович, Лев Агафонович
Лев Агафонович Борович (1858 — 1938, Брянск) — изобретатель, инженер-строитель, главный механик Брянского механического артиллерийского завода. Первый Герой Труда Брянской области (1928).

## Биография
Получил высшее образование. С 1882 года трудился инженером-строителем, технологом, главным механиком на заводе «Арсенал» (в советское время — Брянский механический завод). Одновременно с работой на заводе преподавал в Брянском семиклассном техническом училище (с 1917 года — декан, заведующий этого учреждения).
Был членом Российской социал-демократической рабочей партии. В 1907 году уволен с завода за политическую деятельность.
С 1914 года возглавлял строительство электростанции «Брянского товарищества потребителей электроэнергии» мощностью 250 кВ, которая была введена в строй в августе 1916 года. В последующем строил первую высоковольтную линию Радица — Брянск. С 1917 году вновь трудился на «Арсенале». В апреле 1918 года разработал проект дамбы через овраг Верхний Судок в Брянске, который был осуществлён только в 1960-е годы.
В 1920-е годы электрифицировал социальные объекты Брянской области. Автор первой в СССР текстильной машины для первичной переработки льна, которая выпускалась на «Арсенале» с 1925 года.
Занимался рационализаторской и изобретательской деятельностью. Издал несколько десятков научных сочинений по инженерному и изобретательском делу на русском, немецком и английском языках.
В июле 1928 года решением ВЦИК удостоен звания Герой труда за «плодотворную научную, инженерную и преподавательскую работу».
Проживал в Брянске в доме № 6 по современному бульвару Гагарина, который в настоящее время является объектом культурного наследия регионального значения под наименованием «Дом инженера Л. А. Боровича». Умер в 1938 году.
Сочинения
- Практическое руководство к построению динамо-машин с политипажами и табл. / Инж.-техн. Л. А. Борович. — Москва : П. К. Энгельмейер, 1891. — [4], 154, [1] с., 1 л. табл. : черт. : 23.